# Petro Nini Luarasi
Petro Nini Luarasi (alb. Petro Nini Luarasi; Luaras, Oblast Kolonja, 22. april 1864 — Erseka, Oblast Kolonja, 17. avgust 1911) je bio sveštenik hrišćanske pravoslavne crkve, učitelj, novinar i aktista raznih organizacija u okviru pokreta Albanskog narodnog preporoda.
Pravoslavna crkva u kojoj je on bio sveštenik je do 1922. godine, kada je deklarisala autokefalnost i formirala se kao Albanska pravoslavna crkva, pripadala Carigradskoj patrijaršiji.